# Regional District of Kitimat-Stikine
Regional District of Kitimat-Stikine är ett regionalt distrikt i provinsen British Columbia i Kanada. Antalet invånare är 37 367 (år 2016) och ytan är 104 465 kvadratkilometer.
I Regional District of Kitimat-Stikine finns kommunerna Kitimat, Terrace, Stewart, Hazelton och New Hazelton.